# Bournoncles
Bournoncles est une ancienne commune française, située dans le département du Cantal en région Auvergne-Rhône-Alpes.

## Géographie
Elle était située sur la rive gauche du ruisseau d'Arcomie, dont le bourg domine la vallée. Elle avait une superficie de 5,09 km2.

## Histoire
Elle a fusionné en 1973 sous le régime de la fusion-association avec la commune de Loubaresse. Elle a conservé ce statut jusqu'à la mise en place de la commune nouvelle de Val d'Arcomie, le 1er janvier 2016, entraînant la transformation en fusion simple de la fusion-association avec la commune déléguée de Loubaresse.

## Administration

### Maires délégués
Bournoncles étant une commune associée, elle disposait d'un maire délégué.
| Période                                  | Période       | Identité | Étiquette | Qualité |
| ---------------------------------------- | ------------- | -------- | --------- | ------- |
| janvier 1973                             | décembre 2015 |          |           |         |
| Les données manquantes sont à compléter. |               |          |           |         |

### Maires

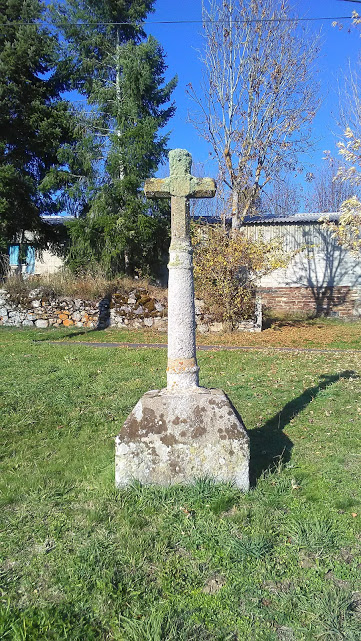
Croix dans le bourg de Bournoncles.

| Période                                  | Période       | Identité | Étiquette | Qualité |
| ---------------------------------------- | ------------- | -------- | --------- | ------- |
|                                          | décembre 1972 |          |           |         |
| Les données manquantes sont à compléter. |               |          |           |         |

## Démographie
| 1793 | 1800 | 1806 | 1821 | 1831 | 1836 | 1841 | 1846 |
| ---- | ---- | ---- | ---- | ---- | ---- | ---- | ---- |
| 252  | 277  | 266  | 311  | 299  | 247  | 272  | 253  |

| 1851 | 1856 | 1861 | 1866 | 1872 | 1876 | 1881 | 1886 |
| ---- | ---- | ---- | ---- | ---- | ---- | ---- | ---- |
| 206  | 219  | 232  | 204  | 202  | 209  | 199  | 194  |

| 1891 | 1896 | 1901 | 1906 | 1911 | 1921 | 1926 | 1931 |
| ---- | ---- | ---- | ---- | ---- | ---- | ---- | ---- |
| 171  | 182  | 184  | 161  | 160  | 146  | 126  | 124  |

| 1936 | 1946 | 1954 | 1962 | 1968 | 1975 | 1982 | 1990 |
| ---- | ---- | ---- | ---- | ---- | ---- | ---- | ---- |
| 116  | 112  | 95   | 87   | 99   | -    | -    | -    |

| 1999 | 2007 | 2008 | 2012 | 2013 | - | - | - |
| ---- | ---- | ---- | ---- | ---- | - | - | - |
| -    | 48   | 44   | 43   | 43   | - | - | - |

Histogramme

(élaboration graphique par Wikipédia)

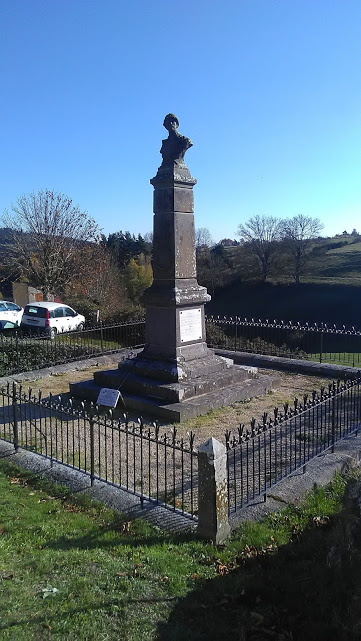
Monument aux morts de Bournoncles.

## Lieux et monuments
- Église des Saints-Innocents et de Notre-Dame[4] ;
- Mairie ;
- Monuments aux morts ;
- Croix dans le bourg.